# Jane Siberry
Jane Siberry (przez pewien czas Issa, ur. 12 października 1955 w Toronto) – kanadyjska wokalistka i kompozytorka, wyróżniająca się bardzo oryginalnym głosem i dorobkiem w muzyce nowej fali, rocku alternatywnym i adult contemporary (AC, dosłownie: współczesnej dla dorosłych).

## Renoma
Popularność zdobyły jej drugi i trzeci albumy w połowie lat 80. XX wieku, przedstawiające takie radio-przyjazne utwory nowej fali jak „Mimi on the Beach” („Mimi na plaży”), „I Muse Aloud” („Dumam/Działam jako muza/na głos”) i „One More Colour” („Jeszcze jedna barwa”), a w latach 90. XX wieku, szeroko stosowany adult contemporary przebój „Calling All Angels” („Wzywając wszystkich aniołów”), w jednej wersji śpiewany duetem z k.d. lang i wykorzystanym w dwu filmach (Aż na koniec świata w reżyserii Wima Wendersa z 1991 i Podaj dalej z 1998), w finale pierwszego sezonu amerykańskiego serialu telewizyjnego Czarodziejki, oraz w niedawnym odcinku innego amerykańskiego serialu Sześć stóp pod ziemią z 2005 pt. „The Rainbow of Her Reasons” („Tęcza jej powodów”. epizod nr 57).
Natomiast, przykładowo, jej czwarty album, The Walking (Chodzenie) z 1988, początkowo spotkał się z chłodnym przyjęciem przez krytyków, którzy znając wcześniejszą popową muzykę Jane Siberry, nie mogli strawić samego rozmachu kompozytorskiego jej nowej muzyki lub docenić zastosowaną w niej wyrafinowaną technikę długich aranżacji rocku progresywnego, łączących dźwięki instrumentów klasycznych z nietuzinkową muzyką elektroniczną, jak i niepospolitych, egzotycznych melodii o znacznych różnicach rytmu i tempa z awangardowymi, poetyckimi tekstami typu performance. Z czasem jednak i ten album uznano za jeden z najlepszych, a zarazem najoryginalniejszych tej kompozytorki i wokalistki, z tym, że kompleksowo zakrawający na muzykę „trudną”. ten album nie jest uważany za przykład dostępnego wprowadzenia w twórczość Jane Siberry dla „radiogennych fanów”.
Jej kompozycja „One More Colour” („Jeszcze jedna barwa”) została zaśpiewana przez Sarah Polley na ścieżce dźwiękowej kanadyjskiego filmu z 1997 pt. Słodkie jutro (ang.: The Sweet Hereafter/fr.: De beaux lendemains), i została nagrana przez kanadyjski zespół Rheostatics na ich albumie Introducing Happiness z 1994.
Nagrała tradycyjną nowofundlandzką pieśń ludową „She's Like the Swallow” („Ona jest jak jaskółeczka”) na albumie z 1994 francuskiego producenta muzycznego Hectora Zazou, który ukazał się pt. Chansons des mers froides (Pieśni z zimnych mórz).
Pomimo istnienia zakorzenionej opinii, że jest lesbijką i tego, że jej muzyka ukazała się na kompilacji marketingowo przeznaczonej dla słuchaczek o tymże samookreśleniu, Issa jeszcze nigdy nie wypowiedziała się publicznie na temat swojej seksualności.

## Nagroda Rady Kanady do Spraw Sztuki 2005
W 2005 Jane Siberry została nagrodzona przez Canada Council for the Arts (Radę Kanady do Spraw Sztuki) coroczną nagrodą pieniężną Victor Martyn Lynch-Staunton Award jako wybitna obecnie tworząca artystka z dorobkiem w muzyce.

## Nowatorski marketing muzyki w sieci
W 2005, Jane Siberry jako pierwsza zastosowała tryb cen określanych przez konsumentów jej muzyki w dostępie sieciowym, w tym gratis. Chętni do ściągania muzyki cyfrowej ze sklepu mieli następujące alternatywy, po określeniu skąd się łączą (z Kanady, USA, lub spoza Ameryki Północnej), z uwagi na różnice w stosowanym prawie:
- „podarunek od Jane” (ang.: a gift from Jane: $0)
- zapłatę natychmiastową – cena pozostawiona do ustalenia przez konsumenta;
- zapłatę kiedyś w przyszłości – cena pozostawiona do ustalenia przez konsumenta;
- cenę zwykłą – np. w przypadku konsumenta z USA, zazwyczaj:
  - $0,99 USD/utwór-piosenkę,
  - $9,99 USD/album skompresowany z przepływnością (ang.: bitrate) 128 kbps,
  - $11,11 USD/album skompresowany z przepływnością 192 kbps);
- „dla celów promocji” (ang.: promotion: $0).

Na stronie sieciowej sklepu ogłaszane były dane statystyczne aktualnych pobrań cyfrowych, tj. ile zostało wykonanych procentowo w każdej kategorii cenowej i jaka była średnia cena płacona przez konsumentów, i ile procentowo zapłacono poniżej lub powyżej ceny zwykłej, a ile po tej właśnie cenie.
Nagrania Jane Siberry/Issy są obecnie osiągalne na jej oficjalnej stronie w sieci, za darmo, tylko w postaci przekazu w formacie mp3 (i niektóre jako pliki AIFF), żeby kompletnie wyeliminować odpady tworzyw sztucznych.

## Dyskografia
Albumy wydane przez Jane Siberry:
- Jane Siberry (1981)
- No Borders Here (1984)
- The Speckless Sky (1985)
- The Walking (1987)
- Bound by the Beauty (1989)
- When I Was a Boy (1993)
- A Collection 1984-1989 (1995, kompilacja)
- Summer in the Yukon (1995, kompilacja)
- Maria (1995)
- Teenager (1996)
- A Day in the Life (1997)
- Child: Music for the Christmas Season (1997)
- Lips: Music for Saying It (1999)
- Tree: Music for Films and Forests (1999)
- Hush (album) (2000)
- City (2001)
- Love is Everything: The Jane Siberry Anthology (2002)
- Shushan the Palace: Hymns of Earth (2003)
- Dragon Dreams (2008, jako Issa)
- With What Shall I Keep Warm? (2009)

### W kompilacjach i na ścieżkach dźwiękowych
Utwory Jane Siberry, które zostały włączone w kompilacje lub użyte w ścieżkach dźwiękowych:
- film: Aż na koniec świata (ang.: Until the End of the World/niem.: Bis ans Ende der Welt), 1991 („Calling All Angels”)
- film: Zabaweczki (ang.: Toys), 1992 („Happy Workers (reprise)”)
- film: Kruk (ang.: The Crow), 1994 („It Can't Rain All the Time”)
- film: Tak daleko, tak blisko (ang.: Faraway, So Close/niem.: In weiter Ferne, so nah!), 1993 („Slow Tango”)
- Time and Love: The Music of Laura Nyro, 1997 („When I Think of Laura Nyro”)
- Women like Us: Lesbian Favorites[4], 1997 („Temple”)
- film: Podaj dalej (ang.: Pay It Forward), 2000 („Calling All Angels”)
- Whatever: The 90s Pop and Culture Box, 2005 („Calling All Angels”)